# Ренато Пироки
Ренато Пироки на италиански: Renato Pirocchi е бивш пилот от Формула 1. Роден на 26 март 1933 г. в Нотареско, Италия.

## Формула 1
Ренато Пироки прави своя дебют във Формула 1 в Голямата награда на Италия през 1961 г. В световния шампионат записва 1 състезания като не успява да спечели точки, състезава се с частен Купър.